# Église Saint-Jean-Baptiste de Laure-Minervois
L'église Saint-Jean-Baptiste de Laure-Minervois est une église située à Laure-Minervois, en France.

## Localisation
L'église est située sur la commune de Laure-Minervois, dans le département français de l'Aude.

## Historique
L'édifice est inscrit au titre des monuments historiques en 2006.